# Soledad González de Huguet
Soledad González Pomes de Huguet (24 de septiembre de 1934 - (c. 2012) ) fue una importante ajedrecista argentina que ostentó el título de Maestra Internacional Femenina (Woman International Master) (WIM, 1957), que obtuvo dos veces el Campeonato Argentino Individual Femenino, que es una categoría del Campeonato argentino de ajedrez (1954 y 1956), siendo la sexta campeona argentina de la que existan registros

## Biografía
Nacida en Madrid, España, sus padres se exiliaron durante la guerra civil española en Buenos Aires, Argentina. Además es sobrina del conocido militante socialista Pepín de la Lejía, también exiliado en Argentina.
Desde finales de la década de 1950 y, hasta principios de la década de 1960, Soledad González de Huguet fue una de las principales ajedrecistas argentinas. Ganó dos veces el Campeonato Argentino de Ajedrez Femenino: 1954 y 1956. 
En 1957, en Río de Janeiro, Soledad González de Huguet ganó el Torneo Zonal de Sudamérica del Campeonato Mundial Femenino y se le otorgó el título de Maestro Internacional Femenino (WIM).
En 1959, participó en el Campeonato mundial de ajedrez femenino en Plovdiv y ocupó el puesto 15º.
En 1963, en Fortaleza (Ceará), Soledad González de Huguet ocupó el 3er lugar en el Campeonato Mundial de Ajedrez femenino de Sudamérica.
No hay referencia de eventos posteriores, sin embargo es de suponer que su fallecimiento se produjo durante o antes del año 2012.